# 舊索洛特溫
50°2′14″N 28°40′58″E / 50.03722°N 28.68278°E
舊索洛特溫（烏克蘭語：Старий Солотвин），是烏克蘭的村落，位於該國北部日托米爾州，由別爾季切夫區負責管轄，始建於1593年，面積4.33平方公里，海拔高度223米，2024年人口823，人口密度每平方公里233.49人。